# Pterostylis ziegeleri
Pterostylis ziegeleri är en orkidéart som beskrevs av David Lloyd Jones. Pterostylis ziegeleri ingår i släktet Pterostylis och familjen orkidéer.
Artens utbredningsområde är Tasmanien. Inga underarter finns listade i Catalogue of Life.